# Amtsgericht Zwenkau
Das Amtsgericht Zwenkau war von 1879 bis 1945/1952 ein Gericht der ordentlichen Gerichtsbarkeit und eines von 15 Amtsgerichten im Sprengel des Landgerichtes Leipzig mit Sitz in Zwenkau.

## Geschichte
Von 1856 bis 1879 bestand in Zwenkau das Gerichtsamt Zwenkau als erstinstanzliches Gericht. Mit den Reichsjustizgesetzen wurde dieses Gericht aufgelöst und das Amtsgericht Zwenkau als Nachfolger des Gerichtsamtes eingerichtet. Sein Sprengel bestand aus der Stadt Zwenkau und 26 Landgemeinden. Das Amtsgericht Zwenkau war eines von 15 Amtsgerichten im Bezirk des Landgerichtes Leipzig. Der Amtsgerichtsbezirk umfasste anfangs 9239 Einwohner. Das Gericht hatte damals eine Richterstelle und war eines der kleinsten im Landgerichtsbezirk. Der Sprengel des Gerichtes bestand aus Zwenkau, Böhlen, Bösdorf, Debitzdeuben, Döhlen, Eythra, Gaschwitz, Großdalzig, Großdeuben, Großstädteln, Imnitz, Kleindalzig, Kleinstädteln, Kleinstorkwitz, Kotzschbar, Löbschütz, Mausitz, Probstdeuben (Kleindeuben), Prödel, Rüssen, Stöhna, Tellschütz, Zeschwitz, Zöbigker und einen Teil des Zwenkauer Forstreviers.
Im Jahre 1945 wurde das Amtsgericht Zwenkau zur Nebenstelle des Amtsgerichtes Leipzig umgewandelt. Lediglich die Aufgaben der freiwilligen Gerichtsbarkeit verblieben in Zwenkau. Im Jahre 1952 wurde es endgültig aufgehoben, und das Kreisgericht Leipzig-Land übernahm dessen Aufgaben.

## Gerichtsgebäude

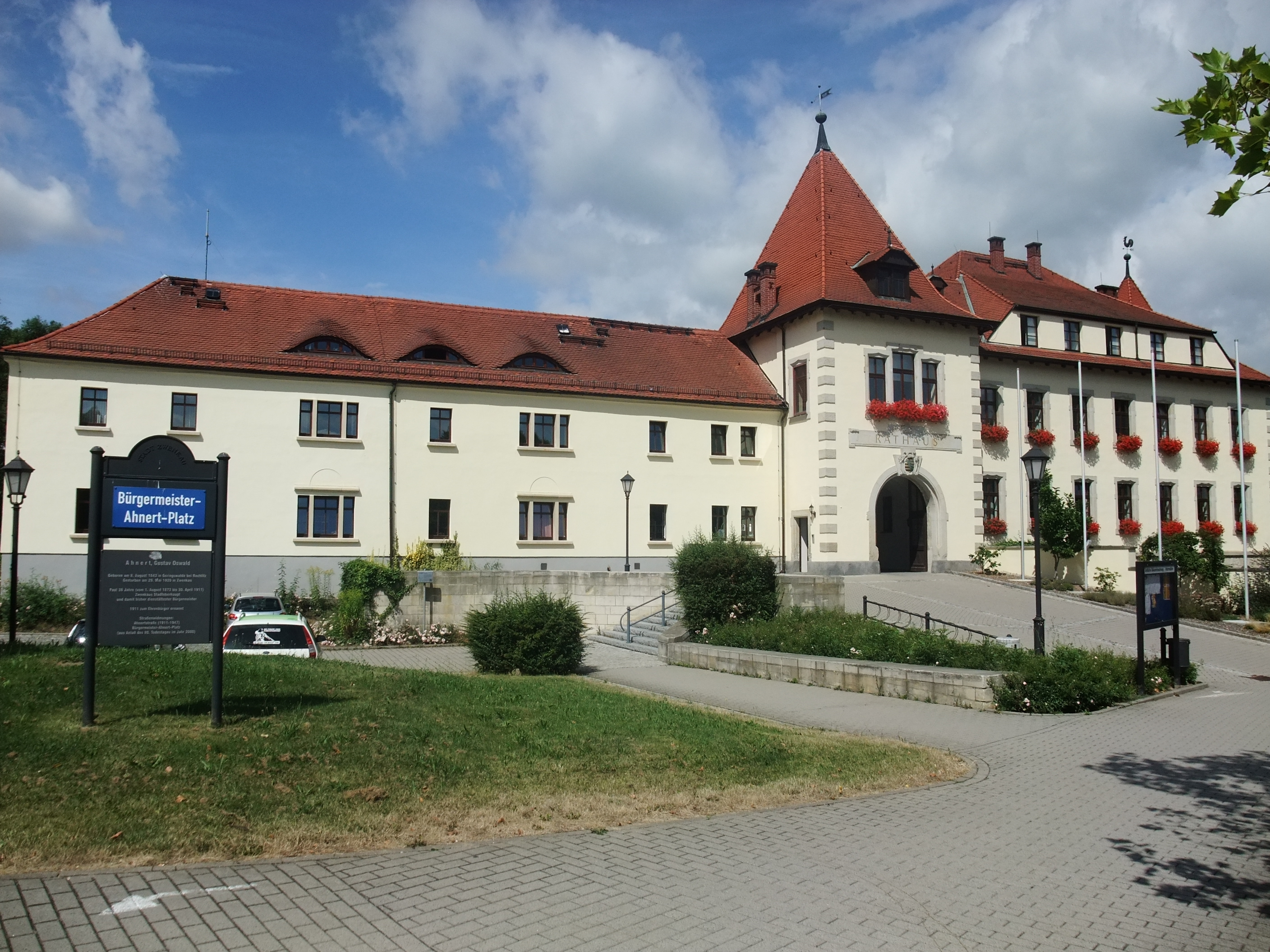
Ehemaliges Amtsgerichtsgebäude (2013)

Der Südflügel des Gebäudes stammt aus dem späten 18. oder frühen 19. Jahrhundert. Im Jahre 1904 wurden der Nordflügel und das zwischen den Flügeln gelegene Torhaus errichtet. Es steht wegen seiner ortsgeschichtlichen, regionalgeschichtlichen und städtebaulichen Bedeutung unter Denkmalschutz. Seit 1945 wird es als Rathaus genutzt.